# Duyên phận (bài hát)
"Duyên phận" là một ca khúc theo điệu Bolero được sáng tác bởi nhạc sĩ Thái Thịnh vào năm 2007 và được thể hiện bởi ca sĩ Như Quỳnh. Sau khi phát hành, ca khúc này đã trở thành một hiện tượng của âm nhạc Việt Nam. Video ca nhạc được đăng tải chính thức trên Youtube vào ngày 16 tháng 4 năm 2016. Tính đến cuối năm 2020, Video của bài hát trên YouTube trở thành video ca khúc Bolero trên YouTube với hơn 100 triệu lượt xem và hơn 28 ngàn bình luận.

## Khởi nguồn sáng tác
Vào năm 2007, để chuẩn bị cho chương trình Paris By Night số 90 với chủ đề Chân dung Người Phụ nữ Việt Nam, Marie Tô Ngọc Thủy – nhà sản xuất, giám đốc Trung tâm Thúy Nga đã ngỏ lời với nhạc sĩ Thái Thịnh sáng tác một bài hát mới theo chủ đề của chương trình và đưa cho nữ ca sĩ Như Quỳnh thể hiện. "Duyên phận" đã được viết từ dạo đó. Vì lý do riêng tư, ca sĩ Như Quỳnh không góp mặt trong Paris By Night 90 - Chân dung người phụ nữ Việt Nam. "Duyên phận" được cất đi, không hề có ý định sẽ sử dụng cho một chương trình nào khác. Phải đợi đến đầu năm 2010, thông qua chương trình Paris By Night số 99 với chủ đề Tôi là người Việt Nam, "Duyên phận" mới chính thức được giới thiệu đến với khán giả thông qua ca sĩ Như Quỳnh.

## Chương trình mang chủ đề '"Duyên phận"'
Tháng 4 năm 2017, Trung tâm Thúy Nga thực hiện chương trình Paris By Night 122 mang chủ đề '"Duyên phận"'. Nói đến "Duyên phận" là nói đến hôn nhân, hạnh phúc gia đình, lễ giáo cổ truyền, cùng những biến đổi trong cuộc sống lứa đôi hiện nay. "Duyên phận" là một chủ đề sâu sắc nhưng thiết thực liên quan đến tất cả mọi người nhất là phụ nữ Việt Nam qua nhiều thế hệ.

## Danh sách bài hát trong các CD, DVD
- TNCD 473: Duyên phận (năm 2010)[2]
- The Best of NHƯ QUỲNH 4 from PARIS BY NIGHT: Trả Lại Thời Gian[3]
- KARAOKE 67: Tôi là người Việt Nam

## Trong văn hóa đại chúng
'"Duyên phận"' được rất nhiều các ca sĩ thể hiện như Như Quỳnh,Quang Lê, Hiền Thục, Thủy Tiên. Ca khúc còn được rất nhiều thí sinh lựa chọn khi tham gia các cuộc thi âm nhạc, các chương trình truyền hình thực tế. Ngoài ra, bài hát có thêm hai phiên bản với hai ngôn ngữ khác và hiện nay chưa đăng ký tác quyền. Để biểu diễn hoặc cover được phiên bản nước ngoài của bài hát này, người cover phải đăng ký tác quyền chính thức cho bản dịch hoàn chỉnh với sự xác nhận của nhạc sĩ Thái Thịnh và phải là một bài hát trọn vẹn.
| STT | Ngôn ngữ         | Tiêu đề      | Biên dịch                | Trạng thái             |
| --- | ---------------- | ------------ | ------------------------ | ---------------------- |
| 1   | Tiếng Anh        | Fate in Love | "Số phận trong tình yêu" | Chưa đăng ký tác quyền |
| 2   | Tiếng Trung Quốc | 缘分         | "Số phận"                | Chưa đăng ký tác quyền |